# کن لیو
کن لیو (انگلیسی: Ken Liu؛ زادهٔ ۱۹۷۶) پدیدآور، ترجمه، وکیل، برنامه‌نویس اهل چین است.
وی همچنین برندهٔ جوایزی همچون جایزه هوگو برای بهترین داستان کوتاه شده‌است.